# Филино (Белозерский район)
Филино — деревня в Белозерском районе Вологодской области.
Входит в состав Глушковского сельского поселения, с точки зрения административно-территориального деления — в Глушковский сельсовет.
Расположена на левом берегу реки Понжа. Расстояние по автодороге до районного центра Белозерска составляет 17 км, до центра муниципального образования деревни Глушково — 10 км. Ближайшие населённые пункты — Ленино, Павлово, Тимонино, Фокино.
Население по данным переписи 2002 года — 2 человека.